# Paesaggio vicino Figueres
Paesaggio vicino Figueres è un dipinto dell'artista spagnolo Salvador Dalí. 

## Descrizione
Questo è uno degli iniziali lavori del pittore (il primo famoso), dato che lo disegnò quando egli aveva solo sei anni; l'immagine riporta i dintorni di Figueres, sua città natale e dove trascorse i suoi primi anni.
Agli inizi della sua precoce carriera, Dalí fu influenzato dal movimento impressionista e l'opera ne è un puro esempio. Nei dieci anni successivi il suo lavoro si caratterizzò per l'uso di colori brillanti e luminosi, questo fino al 1920 quando iniziò a creare opere cubiste e surrealiste.
Paesaggio vicino Figueres fu dipinto a olio su una cartolina delle dimensioni di 14×9 cm, soprattutto la parte superiore (che potrebbe rappresentare il cielo oppure montagne verdi o innevate), pitturata in maniera tanto sottile che si intravedono segni stampati sotto. È oggi parte di una collezione privata di New York, Stati Uniti.